# Ahlbershausen
Ahlbershausen ist der kleinste Ortsteil von Uslar im Landkreis Northeim, Niedersachsen (Deutschland). Im südlich von Uslar gelegenen Dorf leben 134 Einwohner.

## Lage
Ahlbershausen liegt in Südniedersachsen rund 5 km südlich der Kernstadt von Uslar und 8 km (jeweils Luftlinie) südöstlich des Fleckens Bodenfelde. Die Kreisstadt Northeim liegt 25 km (Luftlinie) nordöstlich, die Großstadt Göttingen rund 20 km ostsüdöstlich.
Ahlbershausen befindet sich an den äußersten Südausläufern des Sollings beziehungsweise den äußersten Nordausläufern des Bramwalds südwestlich oberhalb des Tals der Schwülme, die einen östlichen Nebenfluss der Weser darstellt. Auf etwa 160 m ü. NN in einem kleinen Tal gelegen ist das Dorf von Wiesen und Feldern umgeben. Die überwiegend bewaldeten Höhenzüge, die sich rund um Ahlbershausen erstrecken, erreichen mit dem westlich im Höhenzug Kiffing gelegenen Heuberg bis 344,1 m ü. NN und mit dem östlich im Südostteil des Sollings befindlichen Berg Bramburg (nicht zu verwechseln mit der Bramburg) bis 461 m Höhe.
Der Ort hat die Postleitzahl 37170, das Kfz-Kennzeichen NOM und die Telefonvorwahl 05571.

## Geschichte
Die erste urkundliche Erwähnung Ahlbershausens in einer auf das Jahr 1071 datierten Urkunde Heinrichs IV. als Albrehteshusen wird teilweise auch dem ehemaligen Dorf und heutigen Domäne Albrechtshausen in der Gemeinde Katlenburg-Lindau zugeschrieben. Die Zuordnung einiger Erwähnungen ist wegen der Namensähnlichkeit jedoch schwierig. Aus der ersten Hälfte des 13. Jahrhunderts liegen schriftliche Nennungen eines nach dem Dorf benannten Heinricus de Albretheshusen bzw. de Albereshusen vor.
Im Jahr 1784 wurden in Ahlbershausen 19 Feuerstellen aufgeführt; der Ort war damit der kleinste im damaligen Amt Uslar.
Im späten 18. und frühen 19. Jahrhundert wurde in Ahlbershausen Kaffee geröstet und zum Teil in das angrenzende kurhessische Gebiet geschmuggelt, wo der Genuss von Kaffee zeitweise verboten war. Diese Tatsache führte dazu, dass im Ortswappen unter anderem eine Kaffeekanne geführt wird und die Gemeinde den Beinamen Kaffeestadt Ahlbershausen trug.
Seit der Gebietsreform vom 1. März 1974 gehört die ehemals selbstständige Gemeinde zur neu gegründeten Großgemeinde Stadt Uslar.

## Politik
Ahlbershausen hat einen fünfköpfigen Ortsrat, der seit der Kommunalwahl 2021 ausschließlich von Mitgliedern der „Freien Wählergemeinschaft Ahlbershausen“ besetzt ist. Die Wahlbeteiligung lag bei 79,09 Prozent.

## Kultur und Sehenswürdigkeiten

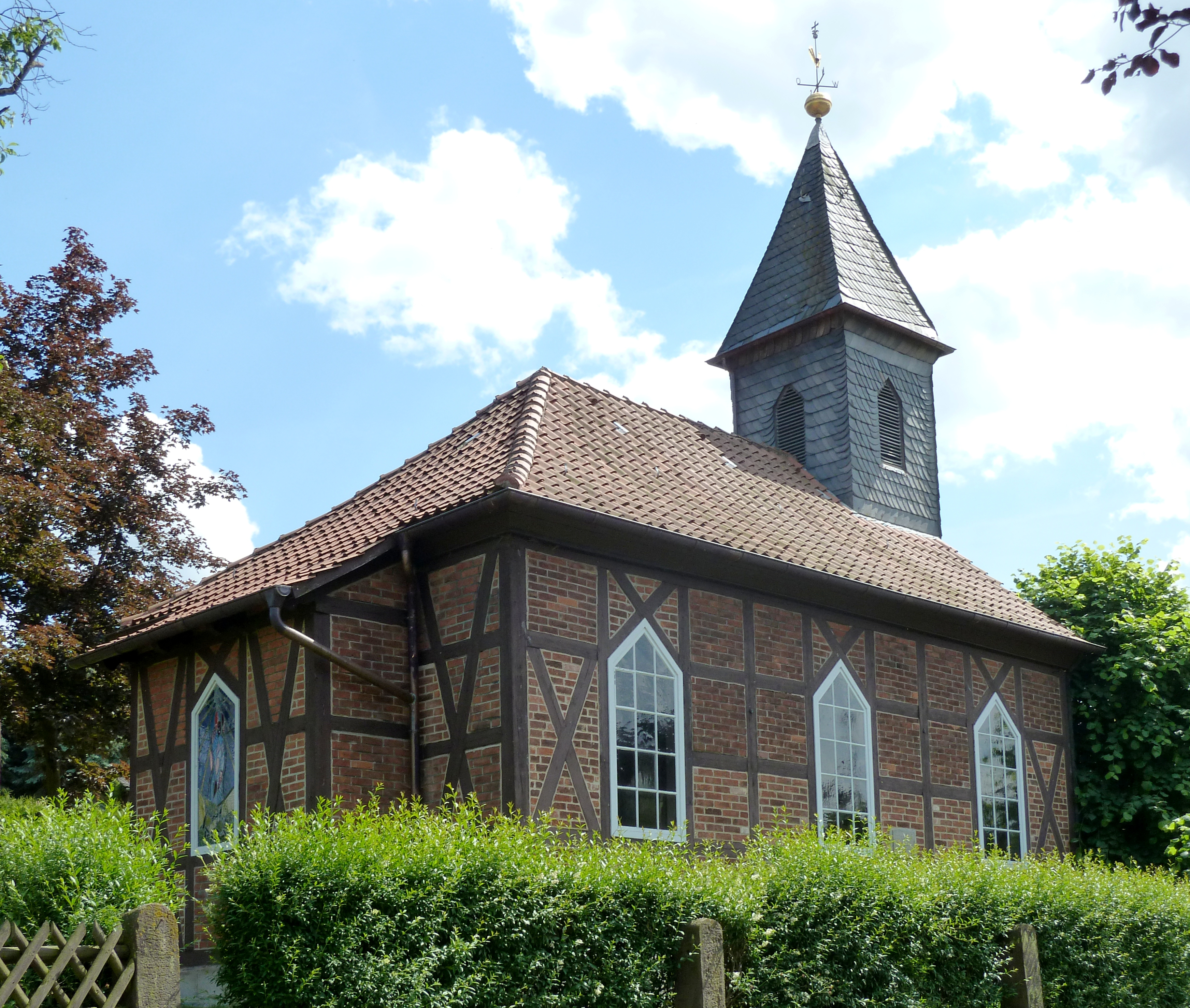
Kapelle Ahlbershausen

### Kapelle
Ahlbershausen verfügt über eine kleine Fachwerkkapelle, die erst 1893 errichtet wurde. Der schlichte Bau zeigt mit den Klinkerausfachungen des Schichtfachwerks, den spitzen Fenstern und teils geschosshohen, teils in den mittleren Gefachen eingesetzten Andreaskreuzen eindeutige Stilelemente der Bauzeit, knüpft aber insgesamt deutlich an die Tradition der zahlreichen Fachwerkkapellen des 18. und früheren 19. Jahrhunderts im Uslarer Raum an. Die Kapelle dient den evangelisch-lutherischen Christen des Orts als Gottesdienstraum.

### Vereine
Die örtliche Feuerwehr wurde in Ahlbershausen im Jahr 1924 gegründet und sorgt für den Brandschutz und die allgemeine Hilfe. Die Freiwillige Feuerwehr Ahlbershausen hat keine eigene Jugendfeuerwehr, sondern betreibt zusammen mit der Schoninger Feuerwehr die Jugendfeuerwehr Schoningen. Im Jahr 2018 wurde die Ortsfeuerwehr Ahlbershausen als Löschgruppe der Ortsfeuerwehr Verliehausen (Nachbarort) zugeordnet.

## Infrastruktur
Ahlbershausen ist im Rahmen der Landesstraße L 554, die aus Richtung Norden von Uslar kommt, über Adelebsen mit dem ostsüdöstlich gelegenen Göttingen verbunden. Die nächsten Autobahnanschlussstellen befinden sich an der A 7 in Northeim, Nörten-Hardenberg und Göttingen. Regelmäßige Busverbindungen bestehen in Richtung Uslar und Göttingen. Die nächsten Regionalbahnhöfe beziehungsweise Regionalhaltepunkte befinden sich in Wesertal-Vernawahlshausen, Uslar-Allershausen und Uslar-Offensen.

## Wirtschaft
In Ahlbershausen gibt es keine Industriebetriebe. Auch der Tourismus spielt keine Rolle. Weil auch die Landwirtschaft mit Ausnahme einer Geflügelfarm immer unbedeutender wird, müssen die meisten Erwerbstätigen in die umliegenden Ortschaften pendeln.